# Blegdammen
Blegdammen er et område vest for Sortedamssøen mellem Nørrebro og Østerbro i København.
Fra 1600-tallet til begyndelsen af 1800-tallet lå der mange "blegedamme" som nummererede parceller mellem Blegdamsvej og søen. De blev benyttet til blegning af tekstilstoffer.
I 1700-tallet blev der anlagt tekstilmanufakturer og kattuntrykkerier, og i 1800-tallet kom der flere byggerier til, villaer og senere etageejendomme, hospitalsbygninger, stiftelser og fabrikker. Således blev Blegdamshospitalet bygget på Blegdamsfælleden i 1879.
I 1834 købte bagermester P.B. Købke et hus på "15. blegdam". Sønnen Christen Købke boede i en periode her og lavede adskillige malerier med motiver derfra.,
Historien om Blegdammen er beskrevet i indledningen til hvert afsnit af Lars von Triers ikoniske TV-serie "Riget":
Grunden under Rigshospitalet er gammel mose. Her lå blegedammene engang. Her gik blegemændene og fugtede deres store lærreder i det lave vand for at lægge til blegning. Fordampningen indhyllede stedet i en permanent tåge.
Senere byggedes Rigshospitalet her, og blegemændene blev skiftet ud med læger og forskere og landets bedste hjerner og mest fuldendte teknologi, og som kronen på værket kaldte man stedet for "RIGET”. Nu skulle livet defineres, og uvidenhed og overtro aldrig mere kunne ryste videnskaben.

## Galleri
| - Billeder med relation til 'Blegdammen' - Christen Købke: Udsigt fra Dosseringen ved Sortedamssøen mod Nørrebro. 1838 - Ludvig Both: Nr. 68, 13. Blegdam, 1884 - "Nr. 114, 21. Blegdam fra Frederik 3.s Tid, set igjennem Port". − Nuværende Blegdamsvej 114. |